# 阮太学街
阮太学街（phố Nguyễn Thái Học），越南首都河内巴亭郡的一条主要街道。

## 历史
阮朝时，阮太学街位于寿昌县永昌村、文新村、古监村和永顺县清宝村一带。1905年，殖民政府规划修建一条连接永昌、文新等村的道路。最初，这条路编号为第59号路（đường số 59）和Borgnis Desbordes大路（đại lộ Borgnis Desbordes）。1909年，河内市政府正式命名该路为Duvillier街，Duvillier是一名北圻殖民政府官员的名字。而越南民众通常该路为行帒街（phố Hàng đẫy）。
1945年八月革命后，新政府改名潘周楨街，1951年，以革命家的名字定名为阮太学街。

## 著名建筑
这条街上有许多商人住宅。
- 阮太学街65号，是一个艺术家居住区，有十几位艺术家在此工作、居住，并开设画廊[4]。
- 阮太学街66号，越南美术馆. 该建筑建于1937年，是一个废弃的天主教女子招待所。
- 河内文庙